# 충 (위위)
충(忠, ? ~ ?)은 전한 중기의 관료이다. ‘충’은 이름자로, 성씨는 알려져 있지 않다.

## 행적
신작 2년(기원전 60), 위위에 임명되었다.

## 출전
- 반고, 《한서》 권19하 백관공경표(百官公卿表) 下

| 전임 범명우 | 전한의 위위 기원전 60년 ~ 기원전 58년? | 후임 위현성 |